# Ислам в Бразилии
Ислам в Бразилии — одна из крупных религий в стране. По данным «Энциклопедии религий» Дж. Мелтона в 2010 году в Бразилии проживало 204 тыс. мусульман. Подобная цифра содержится и в отчёте Pew Research Center. Большинство мусульман — сунниты.

## История
По общепризнанной версии, первыми мусульманами в Бразилии были привезенные португальскими колонизаторами в XVI в. рабы-африканцы, которых называли «малес». Однако найденные в Бразилии археологические находки на арабском языке, упоминающие Аллаха, явно относятся к более раннему времени. Современное мусульманское население Бразилии в основном происходит от ливанских эмигрантов, прибывших в страну после Второй мировой войны.
В 1835 году в штате Баия произошло крупное восстание (восстание мале). В ночь на 25 января около 300 африканцев-мусульман заняли улицы города Салвадор, после чего несколько часов отбивали атаки превосходящих сил армии и вооруженных жителей. Данное восстание стало крупнейшим на всем континенте выступлением рабов, и вызвало общенациональный резонанс. Несмотря на подавление восстания и жестокое наказание его участников правительство увеличило своё внимание и скорректировало политику по отношению к бразильским мусульманам. Начавшаяся среди них форсированная проповедь католичества не достигла серьезных успехов. По подсчетам на 1910 год, в Бразилии проживало более 100 тыс. мусульман-африканцев.
В 1929 году образовалась первая исламская организация в стране — Мусульманское благотворительное общество Сан-Пауло. В 40-х годах XX века в Бразилию прибыли иммигранты из арабских стран, прежде всего из Сирии и Ливана. В 1956 году в Сан-Пауло открылась первая в Бразилии и во всей Южной Америке мечеть. Мусульманские благотворительные общества имеются в таких городах как Куритиба, Паранагуа, Рио-де-Жанейро, Бразилиа и т. д. Однако наиболее сильные общины сложились в Сан-Пауло и Рио-де-Жанейро, которые до сих пор являются центрами распространения ислама в Бразилии.
Первые мусульманские лидеры (шейхи) приглашались из стран Ближнего Востока, а также из Маврикия и Марокко. В начале 80-х годов XX века мусульмане Сан-Пауло решили послать за границу группу бразильцев для изучения исламских наук. С помощью основанного в 1985 году работающими в Бразилии мусульманскими дипломатами Исламского центра эта идея была воплощена в жизнь. В Исламский университет Саудовской Аравии впервые были отправлены бразильские студенты. Закончившие университет два бразильца стали первыми бразильскими шейхами. Они участвовали в образовании всех трёх наиболее влиятельных на данный момент исламских организаций страны:
- Союза мусульманских студентов Бразилии,
- Мировой ассамблеи молодежи,
- Международного центра развития ислама в Латинской Америке (CDIAL)[3].

Около 40 % всех бразильских мусульман проживает в районе Сан-Пауло, который является неофициальной столицей ислама в Бразилии. Там располагаются офисы основных исламских организаций страны.
По оценкам Исламского культурного центра Бразилии в 2005 году в стране функционировало около 100 мечетей, а число мусульман достигло двух миллионов. При этом, в ходе всеобщей переписи населения в 2010 году лишь 35 тыс. жителей Бразилии назвали себя мусульманами.